# Hydroxylamine (groupe)
Les hydroxylamines sont les composés dont la formule est -N(R1,R2)-OH. Elles dérivent de l'hydroxylamine de formule NH2OH. Les hydroxylamines sont aussi des outils chimiques utiles pour des coupures spécifiques de peptides, ils rompent la liaison entre une asparagine (Asn/N) et une glycine (Gly / G). En mutagénèse, ils induisent la transition GC vers AT.
Les hydroxylamines ont très souvent un tautomère oxime (cétoxime ou aldoxime si R1 ou R2 = H). L'hydroxylamine NH2OH a été détectée dans le milieu interstellaire.

## Découverte
La première hydroxylamine synthétisée fut l'hydroxylamine sous la forme du chlorure d'hydroxylammonium en 1865 par Wilhelm Clemens Lossen, par l'action de l'étain et de l'acide chlorhydrique sur du nitrate d'éthyle. Le composé a ensuite été synthétisé sous sa forme hydroxylamine en 1891 par le chimiste néerlandais Lobry de Bruyn et le chimiste français Léon Maurice Crismer.

## Réactivité
Les hydroxylamines à chaînes carbonées peuvent être réduits en amines :
R-NHOH (Zn/HCl) → R-NH2